# Paul Laux
Paul Laux (* 11. November 1887 in Weimar; † 2. September 1944 in Riga) war ein deutscher General der Infanterie im Zweiten Weltkrieg.

## Leben

### Deutsches Kaiserreich
Laux trat am 20. Februar 1907 als Fahnenjunker in das 10. Infanterie-Regiment Nr. 134 der Sächsischen Armee in Plauen ein. Rund eineinhalb Jahre später wurde er am 14. August 1908 zum Leutnants befördert. Zum Ausbruch des Ersten Weltkriegs war er Bataillonsadjutant bei seinem Stammregiment. Mit dem 28. November 1914 erfolgte die Beförderung zum Oberleutnant. Nachdem Laux am 1. August 1916 zum Hauptmanns avanciert war, wurde er als Stabsoffizier verwendet. Kurz vor Ende des Kriegsende erhielt Laux das Kommando über ein Bataillon. Für sein Wirken während des Krieges wurde er mit beiden Klassen des Eisernen Kreuzes, dem Ritterkreuz des Militär-St.-Heinrichs-Ordens, dem Ritterkreuz I. Klasse des Albrechts-Ordens, dem Wilhelm-Ernst-Kriegskreuz sowie dem Ritterkreuz II. Klasse mit Schwertern des Sächsischen Verdienstordens und des Hausordens vom Weißen Falken ausgezeichnet.

### Weimarer Republik
Nach Kriegsende wurde er in die neu gebildete Reichswehr übernommen und war zunächst im Frühling des Jahres 1920 Generalstabsoffizier beim Befehlshaber der 19. Brigade. Nach dem Abschluss des Vertrags von Versailles, welcher auch als Bedingung die Verkleinerung des Heeres auf 100.000 Mann forderte, wurde Laux Chef einer Kompanie im 11. (Sächsisches) Infanterie-Regiment. Später wurde Laux im Frühling 1923 in den Stab des III. Bataillons des Regiments einberufen, weshalb er fortan in Leipzig stationiert war. Nachdem Laux rund ein halbes Jahr in diesem Stab tätig gewesen war, wurde er mit dem 1. Oktober 1923 für zwei Jahre in den Generalstab des Artillerieführers IV mit Sitz in Dresden versetzt. Nach Ende dieser Zeit wurde Laux Stabsoffizier beim Infanterieführer IV, der sein Hauptquartier ebenfalls in Dresden hatte. Laux wurde mit dem 1. Oktober 1927 in den Generalstab der 4. Division versetzt, in dem er für vier Jahre bleiben sollte. Während dieser Zeit erfolgte am 1. April 1929 seine Beförderung zum Major. Danach wurde er vor dem geplanten Ablauf seiner Tätigkeit beim Infanterieführer IV für weitere vier Jahre zum Artillerieführer VI nach Münster/Westfalen versetzt und während dieser Zeit am 1. August 1933 zum Oberstleutnant befördert. Im Zuge des Ausbaus der Reichswehr übersiedelte er mit dem Stab des Artillerieführers VI, welcher fortan nur noch ein Deckname für einen Divisionsstab war, nach Hannover. Nachdem die Beförderung zum Oberst am 1. Juli 1935 erfolgt war, wurde Laux Kommandeur des Infanterie-Regiments Marienburg, das nach der Enttarnung der Verbände am 15. Oktober 1935 zum Infanterie-Regiment 24 mit Sitz in Braunsberg wurde.

### Nationalsozialismus
Sein Regimentskommando wurde ihm mit dem 1. Oktober entzogen, fortan war Laux dem Oberbefehlshaber des Heeres zu besonderen Verfügung direkt unterstellt. Nachdem die Beförderung zum Generalmajor am 1. April 1938 erfolgte, wurde er am 10. November desselben Jahres Infanteriekommandeur 10 in Passau, weshalb ihm die Infanterieeinheiten der 10. Infanterie-Division unterstanden.
Im ersten Kriegsjahr des Zweiten Weltkrieges bekleidete er vom August 1939 bis zum Mai 1940 den Rang eines Oberquartiermeisters der 1. Armee. Im Oktober wurde er dann zum Kommandeur der 126. Infanterie-Division ernannt, die er im Sommer 1941 während des Deutsch-Sowjetischen Krieges in die nördliche Sowjetunion führte. Dabei wurde Laux am 1. Januar 1941 zum Generalleutnant ernannt. Für die Leistungen im Jahr 1941 wurde Paul Laux am 14. Dezember 1941 mit dem Ritterkreuz des Eisernen Kreuzes ausgezeichnet. Nach dem Ende des Kommandos über die 126. Infanterie-Division war er kurze Zeit vom 10. Oktober bis 28. November 1942 Kommandierender General des „Korps Laux“ und anschließend bis zum Juli 1944 Kommandierender General des II. Armeekorps. Er gab sein Kommando am 1. April 1944 ab und übernahm es am 11. Mai wieder. Während seiner Zeit als Kommandeur dieses Korps wurde er am 1. Dezember 1942 zum General der Infanterie befördert und am 17. Mai 1943 für seine Führungsleistungen während der Abwehrkämpfe im Frontbogen von Demjansk mit dem Eichenlaub zum Ritterkreuz des Eisernen Kreuzes (237. Verleihung) ausgezeichnet. Danach wurde Laux am 2. Juli 1944 erneut seines Kommandos enthoben, jedoch wurde er für knapp zwei Monate bis zu seinem Ableben noch Oberbefehlshaber der 16. Armee.
Durch einen feindlichen Beschuss stürzte der Fieseler Storch, in dem sich Paul Laux bei einem Erkundungsflug im Raum Riga am 30. August 1944 befand, ab. Er erlag am 2. September im Feldlazarett 158 in Riga seinen schweren Verletzungen.